# Суботич, Даниел
Даниел Суботич (сербохорв. Danijel Subotić / Данијел Суботић; 31 января 1989, Загреб, СР Хорватия, СФРЮ) — швейцарский футболист, нападающий клуба «Рапперсвиль-Йона». Имеет двойное гражданство — Швейцарии и Сербии.

## Биография
Родился 31 января 1989 года в городе Загребе, этнический босниец.
Карьеру начинал в швейцарском клубе «Базель», а уже 7 января 2008 года в возрасте 18 лет перспективный форвард был приглашен в английский «Портсмут», с которым подписал контракт на три с половиной года. Клуб Премьер-лиги искал игрока, способного заменить ведущих нападающих команды, которые в то время играли на Кубке Африки. Тренер «Портсмута», известный специалист Гарри Реднапп, отметил, что Суботич неплохо себя зарекомендовал тренируясь с основной командой, однако дебютировать в составе «помпе» Суботич так и не смог.
Поэтому во второй половине 2008 году Суботич на правах аренды выступал за бельгийский клуб «Зюлте-Варегем», в составе которого провёл 13 матчей и забил 1 гол, после чего играл на правах аренды за «Саутенд Юнайтед» и «Портсмут» в соревнованиях резервистов (7 матчей, 2 гола).
Летом 2010 года форвард на правах свободного агента перешёл в итальянский клуб «Гроссето», выступавший в Серии B. Однако и здесь Даниел не смог стать основным футболистом, выступая преимущественно за резервную команду, отметившись 6 голами в 5 матчах.
Недовольный отсутствием игровой практики молодой форвард в феврале 2011 года переезжает в румынский клуб «Университатя» (Крайова). Там он наконец стал игроком основы и сыграл во всех 16 матчах второго круга чемпионата и забил 5 мячей. Но летом Суботич снова был вынужден искать новый клуб, так как 20 июля 2011 года клуб был временно исключен из Федерации футбола Румынии.
Форвард побывал на просмотре сначала в шотландском «Сент-Джонстоне», а затем в российской «Томи», однако из-за финансовых проблем клуба до подписания контракта дело не дошло. Поэтому Суботич вернулся в Румынию и заключил соглашение с клубом «Тыргу-Муреш», за который в течение следующего сезона провёл 17 матчей и забил 3 гола. Однако это не помогло клубу спастись от вылета из элитного дивизиона, после чего Даниел покинул клуб.
5 июля 2012 года на правах свободного агента подписал трёхлетний контракт с луцкой «Волынью». Летом 2013 года покинул луцкую команду и перешёл в «Габалу».
В сезоне 2015/16 за молдавский клуб «Шерифа» провёл 25 игр и забил 12 мячей.
31 января 2017 года подписал контракт с азербайджанским клубом «Габала».

## Достижения

### Командные
- Чемпион Молдавии: 2015/16
- Обладатель Суперкубка Молдавии: 2016

### Личные
- Лучший игрок декабря: Азербайджанская профессиональная футбольная лига: 2014[3]
- Лучший бомбардир чемпионата Молдавии (1): 2015/16